# 王辉 (柔道运动员)
王辉（1984年7月7日—），女，山东滨州阳信人，中国柔道運動員。

## 簡介
2012年，王辉代表中国出戰英國倫敦舉行的奥林匹克运动会柔道比賽女子57公斤級賽事。